# Municipio de Peak Creek
El municipio de Peak Creek (en inglés:Peak Creek Township) es un municipio ubicado en el  condado de Ashe en el estado estadounidense de Carolina del Norte. En el año 2010 tenía una población de 1.144 habitantes.

## Geografía
El municipio de Peak Creek se encuentra ubicado en las coordenadas 36°25′22.46″N 81°18′28.34″O / 36.4229056, -81.3078722.